# II Korpus
Il II Korpus d'assalto, in serbo-croato Drugi udarni korpus, è stata una formazione militare dell'Esercito Popolare di Liberazione della Jugoslavia che venne costituita nel settembre 1943 raggruppando alcune divisioni partigiane, per partecipare, durante la seconda guerra mondiale, ai combattimenti sul fronte jugoslavo contro gli eserciti occupanti dell'Asse e i reparti collaborazionisti cetnici e ustaša.
Nel II Korpus partigiano combatterono anche volontari italiani di divisioni del Regio Esercito schierate in Montenegro, disciolte dopo l'armistizio.

## Storia
Il Comando supremo delle forze partigiane costituì ufficialmente il II Korpus d'assalto dell'Esercito popolare il 10 settembre 1943; la resa dell'Italia dell'8 settembre aveva creato sul teatro balcanico una situazione completamente nuova e diveniva possibile per i partigiani jugoslavi sfruttare l'occasione e riconquistare le posizioni perse in Montenegro, Sangiaccato e Bocche di Cattaro. Si decise quindi di inviare consistenti rinforzi ai deboli distaccamenti guerriglieri ancora attivi dopo la ritirata in conseguenza dell'operazione Schwarz.
Il II Korpus ricevette la missione di penetrare in Montenegro, disarmare gli italiani e affrontare cetnici e tedeschi; l'esperto veterano montenegrino Peko Dapčević, uno dei migliori comandanti partigiani, divenne il comandante del reparto mentre Mitar Bakić, un altro capo comunista montenegrino, venne nominato commissario politico. Vennero assegnate alla nuova formazione la 2ª Divisione proletaria, la 3ª Divisione d'assalto e la 29ª Divisione erzegovese.

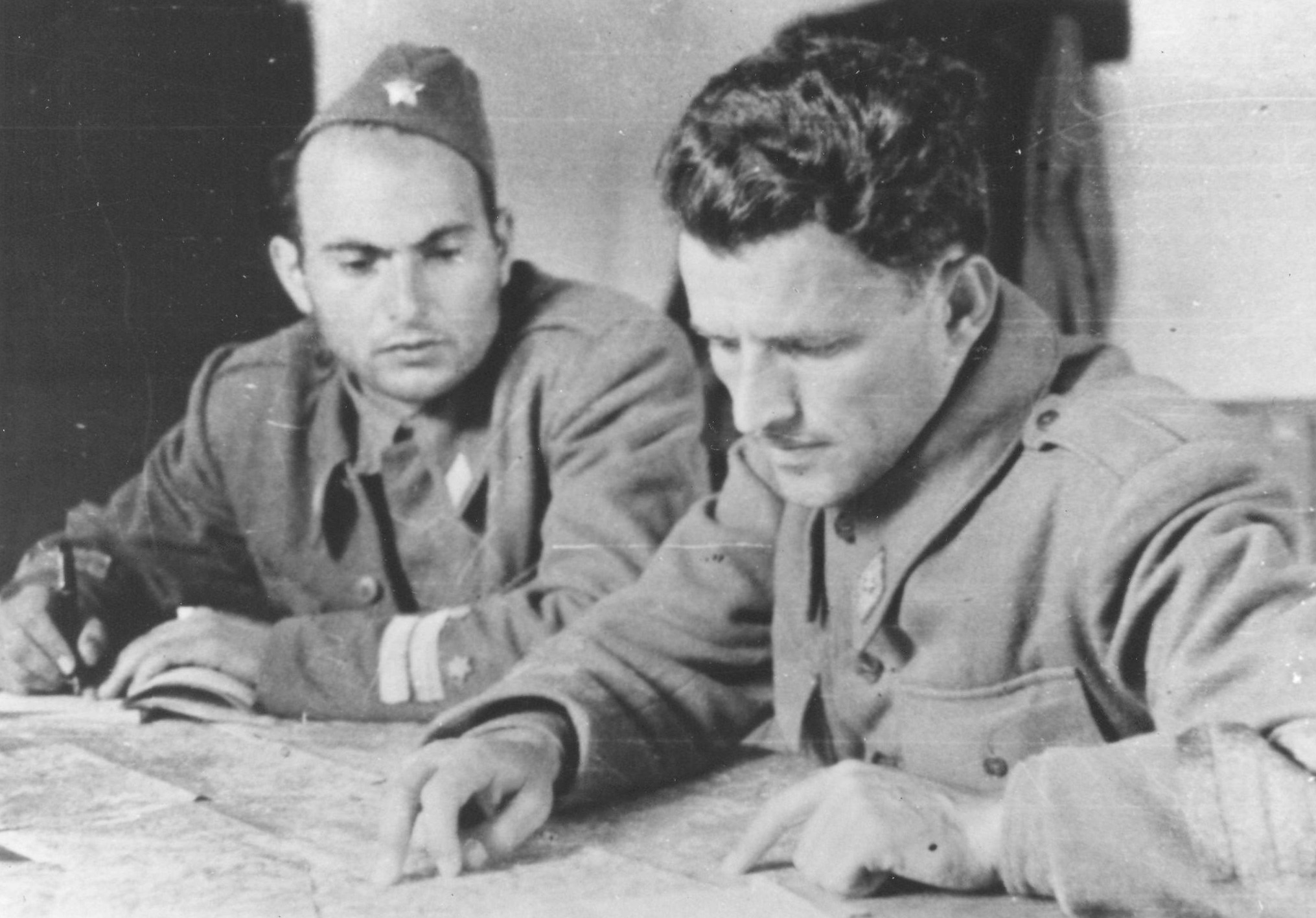
I capi partigiani del II Korpus Savo Drljević e Peko Dapčević

A partire dal 20 settembre le formazioni del II Korpus iniziarono l'avanzata in Montenegro e Sangiaccato dove riuscirono gradualmente a liberare le principali città tra cui Pljevlja, Berane, Kolašin; Dapčevic, oltre a dirigere le operazioni contro i cetnici e i tedeschi, intraprese con successo complessi negoziati con i comandanti delle unità italiane che dopo molte esitazioni accettarono di entrare nell'esercito partigiano. Di conseguenza la divisione "Venezia" e la divisione alpina "Taurinense" nel mese di ottobre 1943 in un primo tempo vennero inserite nell'ordine di battaglia del II Korpus; subito dopo tuttavia il comando partigiano sciolse le due formazioni che furono riorganizzate e andarono a costituire la nuova divisione partigiana italiana "Garibaldi".
Dalla fine di gennaio 1944 il quartier generale del II Korpus assunse anche la funzione di comando superiore partigiano per il Montenegro e le Bocche di Cattaro con la responsabilità politico-militare sull'intero territorio del Montenegro, Erzegovina e Sangiaccato. Nonostante le vittorie dell'autunno 1943, il II Korpus dovette ben presto affrontare la violenta controffensiva delle truppe tedesche (operazione Kugelblitz) e nei mesi invernali 1943-1944 perse parte delle posizioni raggiunte in Montenegro e Sangiaccato e ritornò alla guerriglia, evitando di affrontare frontalmente in battaglie campali le divisioni della Wehrmacht, sostenute da alcune formazioni cetniche.
In questa fase entrarono a far parte del II Korpus il "gruppo operativo costiero", dal 23 febbraio 1944, e la 37ª Divisione del Sangiaccato, dal 4 marzo 1944; dal punto di vista operativo anche la 5ª Divisione della Craina e la 17ª Divisione bosniaca orientale vennero assegnate temporaneamente al II Korpus.
Negli ultimi mesi della guerra il II Korpus partecipò alla liberazione di Mostar e soprattutto alla grande offensiva finale su Sarajevo insieme al III Korpus e al V Korpus, raggruppati sotto il comando di Radovan Vukanović, il nuovo comandante del corpo dal luglio 1944; il II Korpus venne sciolto ufficialmente il 25 aprile 1945 e le sue formazioni furono assegnate ad altre unità dipendenti dalla nuova 3ª Armata dell'Esercito jugoslavo.